# Guillem Medina
Guillem Medina Gallardo (Barcelona, 9 de noviembre de 1968) es un periodista, fotógrafo e historietista catalán. Licenciado en periodismo por la Universidad Autónoma de Barcelona en 1992, ha colaborado con varios medios de comunicación, entre los que destacan Diario de Barcelona, El Observador, El Temps, Avui, COPE Miramar, Ràdio Rubí, Barcelona Televisió o Canal Terrassa Vallès. Iniciado en el mundo del cómic, como fotógrafo se ha especializado en el retrato y ha publicado en varias publicaciones como Enderrock, Shangay Express, Zero y la revista del Círculo de Lectores. Como periodista, se ha centrado en la televisión, el cine, la música, el coleccionismo y la cultura popular en general, temas sobre los cuales ha escrito varias publicaciones monográficas. Ha dirigido la revista digital y el blog Toyland Magazine (2009-2015), sobre el mundo del coleccionismo, y desde 2015 dirige también la revista digital de fotografía Blue Eye Photomagazine.

## Publicaciones

### Cómic
- 2000 - Historias entre chicos (Ediciones la Tempestad), obra colectiva; edición en catalán: Històries de barons (Llibres de l’Índex)
- 2000 - Historias de Sitges (Ediciones la Tempestad), junto con Sebas Martín; edición en catalán: Històries de Sitges (Llibres de l’Índex)
- 2008 - Gay Tales, obra colectiva (David Cantero ediciones)
- 2009 - Gay Terror, obra colectiva (David Cantero ediciones)

### Fotografía
- 2006 - Visions: Contemporary Male Photography, obra colectiva (Bruno Gmünder)
- 2010 - Dare (Bruno Gmünder)
- 2010 - Jewels: Adoration of the Penis, obra colectiva (Bruno Gmünder)
- 2011 - Turn On: Tattoos, obra colectiva (Bruno Gmünder)
- 2014 - Raunch, obra colectiva (Bruno Gmünder)

### Cultura popular
- 2010 - Chicas de cómic (Editorial Glénat)
- 2011 - Toyland: Made in Spain (Astiberri), escrito junto con Núria Simón
- 2011 - Abuelito, dime tú: Los dibujos animados de nuestra niñez (Diábolo Ediciones),[2] revisado y ampliado en 2023
- 2012 - Mi mono Amedio y yo: Más series de nuestra niñez (Diábolo Ediciones)[3]
- 2012 - Toyland: Made in USA (Astiberri), escrito junto con Núria Simón
- 2012 - 30 centímetros (…o menos): 50 años de muñecos de acción articulados (Diábolo Ediciones)[4]
- 2013 - ¿Quién mató a J.R.?: Personajes de televisión que cambiaron nuestras vidas (Diábolo Ediciones)[5]
- 2013 - Gayconography: Una visión artística de la imagen homosexual (Dolmen Editorial)
- 2013 - Generación Tocata: La música pop de los 70 y 80 (Dolmen Editorial)
- 2013 - Toyland: Made in Asia (Astiberri), escrito junto con Núria Simón
- 2013 - Lo tengo repe: Pastelitos, yogures y chuches que comimos para acabar las colecciones de cromos (Diábolo Ediciones)
- 2014 - ¿Quién mató a Laura Palmer?: Personajes de la tele que nunca olvidaremos (Diábolo Ediciones)
- 2014 - Dollywood: ¿Qué hace una muñeca como tú en una película como esta? (Diábolo Ediciones)
- 2015 - Entre Falconetti y Kunta Kinte: Grandes Relatos y otras series míticas (Diábolo Ediciones)
- 2015 - The Walkman is Dead: Toda la música pop de los 90 (Diábolo Ediciones)[6]
- 2015 - Muñecas recortables de película (Diábolo Ediciones)
- 2015 - Vestidas de papel: Un recorrido nostálgico por las muñecas recortables de nuestra niñez (Diábolo Ediciones)
- 2016 - Fotografiando a los monstruos: Un recorrido en imágenes por las criaturas del terror (Diábolo Ediciones),[7][8] con fotografías del autor
- 2017 - Siempre quise ser uno de Los Cinco: Un recorrido por la novela juvenil, de Los Hollister a Los Tres Investigadores (Diábolo Ediciones)
- 2017 - Nuestros ilustradores favoritos: Cuentos, postales, barajas y cromos que dibujaron nuestra niñez (Diábolo Ediciones), escrito junto con Núria Simón
- 2018 - ¡Qué modernos fuimos en los 70!: Moda, música, juguetes y otras extravagancias de la década prodigiosa (Diábolo Ediciones)
- 2018 - Vestidas de papel 2: Recortables norteamericanos (Diábolo Ediciones)
- 2019 - El destape en el quiosco: Revistas y cómics que revolucionaron nuestra libido (Diábolo Ediciones)[9]
- 2020 - Momoko, Licca, Blythe y otras muñecas que vienen de Asia (Diábolo Ediciones)[10][11]
- 2021 - Beautiful Women: Pin-ups & bombshells inolvidables (Diábolo Ediciones)[12]
- 2022 - Cromos, cromos y cromos: Un viaje por las colecciones de los últimos 100 años (Diábolo Ediciones)[13][14][15]
- 2024 - Mary «Noticias» y otras heroínas de los tebeos para niñas (1940-1970) (Diábolo Ediciones)[16][17]

## Exposiciones fotográficas destacadas
- 2004 - Ficcions (retratos de actores de la serie de TV3 El cor de la ciutat), El Llantiol, Barcelona
- 2005 - Qui és qui a les lletres catalans: Els escriptors vistos pels fotògrafs (colectiva), Palau Moja, Barcelona
- 2007 - Black, La Bòbila, l'Hospitalet de Llobregat
- 2007 - Life is so Short, La Bòbila, l'Hospitalet de Llobregat
- 2009 - Faith, La Bòbila, l'Hospitalet de Llobregat
- 2014 - Divas, La Bòbila, l'Hospitalet de Llobregat
- 2015 - Passage to India, Centre Cívic Sarrià, Barcelona
- 2018 - Homes sense censura - Uncensored Men (colectiva), L'Art i Cafè, galería de arte, Sitges
- 2019 - Hitch, Sala Versus Glòries, Barcelona
- 2020 - Shakp, Sala Versus Glòries, Barcelona